# Монаднок-билдинг
Мо́наднок-би́лдинг (англ. Monadnock Building) — одно из первых зданий в Чикаго, получивших название «небоскрёб», и последнее высотное здание, выполненное в старой традиции кирпичной архитектуры, использующей кирпичные стены в качестве несущей конструкции высотных домов. Занимает половину квартала в деловом центре города (между рекой Чикаго и озером Мичиган), выходит фасадом на Дирборн-стрит между улицами Джексона и Ван Бюрена.
Согласно сложившейся традиции начала XX века, здания выше 10 этажей называли «небоскрёбами» (англ. skyscraper). Оно состоит из 16 этажей (17 этаж — пентхаус) и имеет 65,5 метров в высоту.  Небоскрёб был не самым высоким зданием в Чикаго, но его толстые каменные стены и сдержанный дизайн сделали его одной из городских достопримечательностей.
Здание возводилось по проекту архитекторов Даниела Хадсона Бёрнема и Джона Уилтона Рута (John Wellborn Root), представителей Чикагской архитектурной школы. Название небоскрёб получил по наименованию горы Монаднок в Нью-Гэмпшире.
Северная часть здания построена в 1891 году, южная — в 1893 году. Южная половина Монаднок-билдинга имеет карнизы и аркадоподобные дополнения, вопреки традициям чикагской архитектурной школы. На момент постройки это было крупнейшее офисное здание в мире.
В 1958 году здание включено в список архитектурных достопримечательностей Чикаго (Chicago Landmarks), в 1970 году — в Национальный реестр исторических мест США.

## История
В конце XIX века Чикаго перенёс два разрушительных пожара (в 1871 и 1884 годах), случившихся после длительной засухи. Жара, отсутствие постоянных дождей и то, что город почти полностью состоял из деревянных конструкций, способствовали разгулу огненной стихии. Особенно разрушительным был пожар, бушевавший с 8 по 10 октября 1871 года, который уничтожил всё на площади более 9 кв. км. Большая часть города была или полностью разрушена (сгорело более 170 000 построек), или основательно повреждена огнём. Выгорел деловой центр Чикаго, в котором было сосредоточено большинство офисов.
Пожар стимулировал развитие строительства высотных зданий и быстрое восстановление города. Здание было построено за три года — с 1891 по 1893 — и стало самым высоким в мире офисным зданием из кирпича высотой в 17 этажей.
Монаднок — это фактически четыре здания, построенные в один ряд и соединённые смежными коридорами. Комплекс был построен в два этапа: два блока на северной половине участка возведены в 1891 году и два других — в 1893 году. Все четыре — Монаднок, Кирсардж, Катадин и Вачусет были названы в честь гор, расположенных в Новой Англии. Северная половина была спроектирована и построена архитекторами Бёрнемом и Рутом (Burnham & Root), а южную спроектировали и построили Холаберд и Роше (Holabird & Roche).
Здание несколько раз реставрировалось и восстанавливалось разными владельцами, но не перестраивалось, улучшался и становился современным внутренний дизайн. В настоящее время в нём много офисов, первые этажи заняты различного рода бутиками, магазинами и сервисными центрами. В нём сдаются многочисленные офисы профессиональным предпринимателям, банкам и различным компаниям.
Современники называли здание экстремальным и говорили об отсутствии стиля, за отсутствие дизайнерского орнамента и других элементов, которые украсили бы строение, его называли «пуританским». В каталоге памятников здание названо «классическим» образцом архитектуры XIX века, подчёркивается «торжество единого дизайна», а также отмечается, что это «один из самых захватывающих примеров эстетического опыта в производстве коммерческой архитектуры Америки».

## Архитектура
Архитекторы «чикагской школы» создавали здание, соединяя ясность композиции, отражающей логику конструкции, с выразительной пластикой архитектурных деталей. Небоскрёб «Монаднок-билдинг» до сих пор считается самой оригинальной конструкцией конца XIX века, построенной в Чикаго.
Комплекс из небоскрёбов отражает переходный период в архитектуре: в первом здании несущие стены сложены полностью из кирпича, в других используется стальной каркас. Каркасное строительство облегчало вес зданий, что было принципиально важно для болотистой местности, в которой располагался город. Это самостоятельное конструктивное решение архитекторов легло в основу строительства небоскрёбов по всему миру.
Первое кирпичное здание в 16 этажей было спроектировано архитектурным бюро Burnham & Root, в нём стены первого этажа имеют толщину почти 2 метра. Здание очень тяжёлое, толстые стены делают первый этаж тёмным и мрачным, как подземелье. Далее конструкция становится более узкой, по мере того как здание поднимается вверх. Верхние этажи более просторны, но даже там стены имеют толщину почти в полметра. Архитекторы укрепили каркас, используя жёсткие компоненты — чугунные и кованые скобы, скрытые в кладке, чтобы здание могло противостоять сильным ветрам.
Для того, чтобы здание не ушло под собственной тяжестью в землю, при строительстве архитекторы предусмотрели создание под ним основания в виде бетонной плиты, укреплённой железнодорожными рельсами. Вес строения распределяется по всей площади. Бетонная плита выступает более чем на 3 метра во всех направлениях. Даже с таким солидным основанием здание после постройки ушло в землю почти на 61 см, хотя по расчётам инженеров должно было опуститься всего на 20 см. Первый этаж находится ниже уровня улицы.
Наружные стены имеют плавные, интенсивно закруглённые углы, далеко выступающий цокольный этаж, заканчивающийся мягким, взлетающим вверх выступом — всё это придаёт зданию динамику и усиливает впечатление огромной несущей способности, дополненной внушительными, глубоко врезанными оконными проёмами. Декоративные лестницы внутри здания впервые выполнены из алюминия для облегчения общего веса. Полая керамическая плитка из глины выполняет не только дизайнерские функции, но и служит гидроизоляцией, предохраняя стены от влаги, а также защищает от огня, так как имеет огнеупорные свойства.

## Новый стиль
Воодушевлённые успехом, владельцы приобрели прилегающий к зданию участок с южной стороны, где была сделана пристройка. В южной части используется конструкция из стального каркаса для несущих стен, что делает Монаднок уникальным объединением двух различных строительных традиций. Поскольку южная часть здания имеет стальной каркас, стены в нём гораздо тоньше, что позволило разместить больше арендуемых площадей, чем в северной половине.
После завершения строительства Монаднок стал самым большим офисным зданием в мире в то время, в нём было 1200 помещений, которые вмещали более 6000 человек, что было больше, чем население большинства городов штата Иллинойс в конце XIX века. Здание было первым в Чикаго, в офисах которого было подключено электричество, и одно из первых строений, защищённых от огня полыми огнеупорными глиняными плитками, облицовывающими кирпич, чтобы металлический каркас был защищён, даже в том случае, если кирпич разрушится. В здании использована техническая новинка того времени — лифты, пассажирские и грузовые.
Форма окон в здании необычная, такие окна стали делать впервые, впоследствии их назвали «чикагские окна»: тонкие металлические рамы, в середине не расчленённое, глухое остекление, а сбоку две более узкие боковые подвижные створки. В нижних этажах окна объединены узкой полосой орнамента на терракоте, делающим акцент на горизонтальной организации фасада.
Оконные проёмы подвешены на консольных стальных балках. Именно эти элементы наиболее серьёзно ставят под сомнение традиционное восприятие Монаднока как монолитной конструкции, и можно предположить, что здание отражает переходный момент, представленный стальным каркасом и облегчённой обшивкой. Стекло также впервые использовалось для устройства временных перегородок.
Стены здания скреплены на первом этаже стальным порталом, чтобы противостоять силе ветра. Волнообразные эркеры на фасаде здания опираются на усовершенствованную консольную сталь, чтобы поддерживать их вес.
Наиболее провокационным элементом в структуре Монаднока является не столько консервативное использование несущей кладки, сколько оригинальное решение архитекторов в области применения стальных жёстких конструкций, поскольку их выбор позволил полностью скрыть основные функциональные и визуальные мотивы здания. Ряды волнистых эркеров, подчёркивая монолитную кирпичную кладку, в то же время имеют очень реальные различия между двумя структурными системами: проходят регулярным маршем тяжёлых кирпичных пирсов по периметру и лёгкой сетью стали внутри и между ними. То, что эта сеть проявляется в эркерах и выходит из кирпичной клетки в попытке подтолкнуть функцию облицовки внешней стены к большим функциональным размерам, предполагает, что Монаднок был очень переходным зданием, в чём-то уступая старому стилю и пытаясь соответствовать новым модернистским требованиям. Эркеры нуждались в более надёжной изгибающей способности, чем литье или кованое железо. Сталь стала тем конструкционным материалом для балок в 1890 году, чья повышенная прочность и относительная простота изготовления сделали её эффективным выбором для консольных элементов. Суровый стиль здания определялся не модой, а коммерческой логикой, поэтому Монаднок-билдинг стал началом нового, исключительно современного направления в архитектуре.

16-этажный Монаднок-билдинг в Чикаго (1889—1892) с эркерами и «чистым» фасадом был настолько простым, что многие сравнивали его с машиной, предвосхищая излюбленную метафору архитекторов XX века. Луис Генри Салливан, который в большей степени, чем любой другой чикагский архитектор, мог считаться предшественником модернизма, счёл постройку удивительной: «Поразительная кирпичная скала, мощная и суровая, с ровными линиями и поверхностями. Это истинное воплощение единой цели, в котором есть своеобразная романтика».— Грэхем Уэйд. «Dream Cities. 7 урбанистических идей, которые сформировали мир»